# Тритон малоазійський
Тритон малоазійський (Ommatotriton vittatus) — вид земноводних з роду Облямований тритон родини Саламандрові. Має 2 підвиди. Інша назва «південна пластинчаста саламандра».

## Опис
Загальна довжина досягає 17 см (довжина тулуба 8 см). Гребінь у самців високий (до 30 мм), з великими зубцями, біля хвоста переривається, з численними зеленими смугами. Шкіра у водних особин гладенька, глянсова, у наземних — оксамитова. Забарвлення у шлюбний період дуже ефектна. Горло плямисте. черево помаранчеве або жовте, без плям. Зверху тулуб золотаво-жовтий або бронзово-оливковий з численними цятками. По боках є срібляста смуга, облямована зверху і знизу темним кольором. Уздовж хвоста тягнуться дві темні смуги, що переходять у поздовжні ряди плям. Низ хвоста синій з перламутром.

## Спосіб життя
Полюбляє приморські низовини, лісові схили гір, субальпійські та альпійські луки, сільськогосподарські ландшафти. Зустрічається на висоті до 2743 м над рівнем моря. На сході ареалу, де клімат більш сухий, зустрічається в поясі 600–2050 м. Тритон мешкає у лісах різного типу. Іноді трапляються у карстових печерах, куди їх заносить водою.
Заселяє переважно стоячі або слабко-проточні водойми різного типу (озера, ставки, болота, канави, великі калюжі, карстові ями-вирви), з водною рослинністю або хорошим шаром опалого листя на дні. Площа водойм коливається від 1 до 400 м², а глибина від 10 см до 3 м. Рідше тримається в невеликих проточних струмках з глинястим дном й ямами. Водойми можуть бути розташовані як в густому лісі, так і на абсолютно відкритих ділянках. При виникненні загат або штучних озер тритони швидко їх заселяють.
У водоймах активний вдень, на суші — в темний час, вдень ховаючись під камінням, корою гнилих пнів, деревами, що впали, мохом, в порожнечах ґрунту, лише в похмуру погоду зустрічаються вдень. Дорослі особини тримаються поблизу водойм, але іноді можуть, як і молоді, віддалятися від них на 4—5 км.
У шлюбний період у водоймах харчується водними безхребетними (бокоплавами, водяними осликами, молюсками), а також ікрою і пуголовками жаб і кавказької крестовки. Личинки поїдають водних ракоподібних (дафній, циклопів), дрібних молюсків і личинок комах.
У жовтні тритони йдуть на зимівлю, яка відбувається на суходолі. У теплі зими малоазійські тритони не зимують і з'являються у водоймах наприкінці листопада — у грудні. У холодні зими (при температурі повітря вночі нижче −10°С) виходять із зимівлі на узбережжі в лютому, а в високогір'ї в травні. На сході ареалу вони були відзначені в водоймах наприкінці березня — у квітні. У воді (при температурі 3-5°С) першими помітні самці, потім приходять самиці.
Тривалість життя сягає 12 років.

## Розмноження
Статева зрілість настає у віці 3—4 років при загальній довжині 126 мм у самців і 104 мм у самиць. Строки ікрометання залежать від зими і від висоти місцевості: у передгір'ї відкладання ікри проходить в лютому—березні, на середній висоті — у квітні—травні, а у високогір'ї — у червні—липні.
У водоймі самці захищають свою територію від вторгаються суперників. Виявивши «чужака», самець кидається до нього і може атакувати, хапаючи за гребінь та передні кінцівки. На межі шлюбних ділянок іноді спостерігаються взаємні атаки самців, що часом призводять до жорстокої сутички і навіть загибелі одного з них. Розмноженню передують шлюбні ігри самців. При температурі води 5-7°С самці виділяють грушоподібні сперматофори довжиною близько 1 см.
Самиця перед ікрометанням довго повзає по дну водойми в пошуках відповідного місця. Зазвичай вона заривається в листя на мілині, яка добре прогрівається. Безпосередньо перед самим ікрометанням самиця виходить зі свого укриття і самець стимулює її до розмноження. Самиця відкладає ікру при температурі води 7-9°С і вище. Процес ікрометання у самиці розтягнутий до 10—12 діб. У цей період самець не залишає самицю. На одну самицю доводиться від 9 до 221 ікринки, в середньому близько сотні. Середнє число фолікулів у самиць на хребті Сатовле (Грузія) до 240. У лабораторних умовах після гормональної обробки самиця відкладає від 299 до 803 ікринок. Діаметр ікринки 2,5—3,0 мм. Ікринки відкладаються двома порціями: у першій в середньому 71, а в другій 46 штук. Ікринки розміщуються у прибережній смузі на рослинах на глибині 5—30 см.
Личинки завдовжки 9—11 мм з'являються через 25-30 діб. На висоті 600–1000 м це спостерігається наприкінці квітня — на початку травня, а на висоті 1300–1400 м наприкінці травня — на початку липня. Ембріональна смертність дуже висока. В середньому з'являється тільки близько 14% личинок, а деякі кладки гинуть повністю. Весь період розвитку від відкладання ікринок до виходу личинок займає 5,5—6 місяців. Перед метаморфозом, який на заході ареалу проходить у липні—серпні, а на сході наприкінці вересня — у жовтні, довжина тіла личинки може доходити до 51 мм, а хвоста 50 мм.

## Розповсюдження
Мешкає у Вірменії, Грузії, Туреччині, Іраці, Сирії, Ізраїлі, Йорданії, Лівані.

## Підвиди
- Ommatotriton vittatus cilicensis
- Ommatotriton vittatus vittatus